# 穆賀
穆賀（?—?），春秋战国之交楚国人，他是楚惠王的官员。
墨子南游到楚国，去见楚献惠王（楚惠王），献惠王借口自己年老没有亲自接见，墨子对穆贺说自己的主张，穆贺非常高兴，对墨子说：“你的主张确实好啊，但楚王是天下的大王，怕会认为这是普通百姓的主张而不采纳吧。”墨子答道：“只要行之有效，就应采纳。药是草根，天子服用，就能治病，难道会轻贱草根而不服用？现在农夫缴税给贵族，贵族酿酒、制造祭品，祭祀上帝鬼神，难道会认为是贱民做的而不享用吗？”